# Piłka ręczna na Igrzyskach Panamerykańskich 2023 – kwalifikacje
Kwalifikacje do turnieju piłki ręcznej na Igrzyskach Panamerykańskich 2023 miały na celu wyłonienie męskich i żeńskich reprezentacji narodowych w piłce ręcznej, które wystąpiły w finałach tego turnieju.
System kwalifikacji przewidywał dla każdej z płci awans dla gospodarza, finalistów regionalnych igrzysk, zwycięzcy dwumeczu w Ameryce Północnej oraz triumfatora turnieju ostatniej szansy.

## Zakwalifikowane zespoły
| Kwalifikacja                               | Data                          | Miejsce            | Miejsca | Mężczyźni             | Kobiety               |
| ------------------------------------------ | ----------------------------- | ------------------ | ------- | --------------------- | --------------------- |
| Gospodarz                                  | –                             | –                  | 1       | - Chile               | - Chile               |
| Junior Pan American Games 2021             | 23 listopada – 4 grudnia 2021 | Cali               | 1       | - Brazylia            | - Argentyna           |
| Igrzyska Ameryki Południowej 2022          | 6–15 października 2022        | Asunción           | 2       | - Argentyna - Urugwaj | - Brazylia - Paragwaj |
| Igrzyska Ameryki Środkowej i Karaibów 2023 | 24 czerwca – 7 lipca 2023     | San Salvador       | 2       | - Kuba - Dominikana   | - Kuba - Portoryko    |
| Dwumecz USA–Kanada                         | 10–13 listopada 2022          | Lansing La Prairie | 1       | –                     | - Kanada              |
| Dwumecz USA–Kanada                         | 9–11 marca 2023               | Colorado Springs   | 1       | - Stany Zjednoczone   | –                     |
| Turniej eliminacyjny                       | 3–5 sierpnia 2023             | Luque              | 1       | - Meksyk              | –                     |
| Turniej eliminacyjny                       | 25–27 sierpnia 2023           | Santo Domingo      | 1       | –                     | - Urugwaj             |

## Kwalifikacje

### Igrzyska Ameryki Południowej 2022
Zawody odbyły się w dniach 6–15 października 2022 roku w Asunción. Zespoły – pięć męskich i sześć żeńskich – rywalizowały systemem kołowym w ramach jednej grupy. Prócz medali stawką tych zawodów był awans dla dwóch czołowych drużyn – nie uwzględniając Chile – na Igrzyska Panamerykańskie 2023. W zawodach triumfowali Argentyńczycy i Brazylijki, prócz nich awans na IP 2023 uzyskali Urugwajczycy i Paragwajki.

### Igrzyska Ameryki Środkowej i Karaibów 2023
Bezpośredni awans do turnieju głównego uzyskiwały po dwie czołowe drużyny z turniejów rozegranych w dniach 24 czerwca – 7 lipca 2023 roku w San Salvador. Zarówno w zawodach męskich, jak i żeńskich, do zawodów przystąpiło osiem reprezentacji. W pierwszej fazie rywalizowały one systemem kołowym podzielone na dwie czterozespołowe grupy. Czołowe dwie drużyny z każdej z grup awansowały do półfinałów. W zawodach triumfowały reprezentacje Kuby, w finałach pokonując Dominikańczyków i Portorykanki.

### Dwumecz USA–Kanada
Kobiety rywalizowały w pierwszej połowie listopada 2022 roku po obu stronach granicy, w obydwu meczach wyraźnie lepsza okazała się reprezentacja Kanady. Dwumecz mężczyzn natomiast odbył się w Colorado Springs 9 i 11 marca 2023 roku, a górą wyraźnie byli gospodarze.
Kobiety
| 10 listopada 202219:00 | Stany Zjednoczone | 14:21(8:9) | Kanada | Lansing City Arena, Lansing Sędzia: Belmonte, Coba |
| 10 listopada 202219:00 |                   | 14:21(8:9) |        | Lansing City Arena, Lansing Sędzia: Belmonte, Coba |

| 13 listopada 202214:00 | Kanada | 23:17(14:9) | Stany Zjednoczone | Ècole de la Magdeleine, La Prairie Sędzia: Belmonte, Coba |
| 13 listopada 202214:00 |        | 23:17(14:9) |                   | Ècole de la Magdeleine, La Prairie Sędzia: Belmonte, Coba |

Mężczyźni
| 9 marca 202316:00 | Stany Zjednoczone | 40:17(24:14) | Kanada | USOPC Training Center, Colorado Springs Sędzia: Estrada, Pineda |
| 9 marca 202316:00 |                   | 40:17(24:14) |        | USOPC Training Center, Colorado Springs Sędzia: Estrada, Pineda |

| 11 marca 202318:00 | Kanada | 17:34(7:15) | Stany Zjednoczone | USOPC Training Center, Colorado Springs Sędzia: Estrada, Pineda |
| 11 marca 202318:00 |        | 17:34(7:15) |                   | USOPC Training Center, Colorado Springs Sędzia: Estrada, Pineda |

### Turniej eliminacyjny kobiet
Turniej został zaplanowany do rozegrania w czterozespołowej obsadzie w dniach 25–27 sierpnia 2023 roku w Santo Domingo, a jeszcze przed turniejem wycofała się Nikaragua. W trakcie swojego drugiego meczu reprezentantki USA zeszły z boiska w proteście przeciwko uniemożliwiającym grę niebezpiecznym warunkom panującym w hali, co zostało zweryfikowane jako walkower dla Urugwaju. Wygrawszy także z gospodyniami na czele tabeli znalazły się Urugwajki.
| Kwalifikacja                               | Miejsca | Zespół                   |
| ------------------------------------------ | ------- | ------------------------ |
| Igrzyska Ameryki Południowej 2022          | 1       | - Urugwaj                |
| Igrzyska Ameryki Środkowej i Karaibów 2023 | 2       | - Dominikana - Nikaragua |
| Dwumecz USA–Kanada                         | 1       | - Stany Zjednoczone      |

| 25 sierpnia 2023 | Stany Zjednoczone | 16:27 | Dominikana | Santo Domingo |
| 25 sierpnia 2023 |                   | 16:27 |            | Santo Domingo |

| 26 sierpnia 2023 | Urugwaj | 10:0 (wo.) | Stany Zjednoczone | Santo Domingo |
| 26 sierpnia 2023 |         | 10:0 (wo.) |                   | Santo Domingo |

| 27 sierpnia 2023 | Dominikana | 28:29 | Urugwaj | Santo Domingo |
| 27 sierpnia 2023 |            | 28:29 |         | Santo Domingo |

### Turniej eliminacyjny mężczyzn
Turniej został zaplanowany do rozegrania w czterozespołowej obsadzie w dniach 3–5 sierpnia 2023 roku w paragwajskim Luque, a jeszcze przed turniejem wycofała się Kostaryka. Na czele tabeli znalazł się Meksyk, lecz jedynie dzięki lepszemu bilansowi zdobytych i straconych bramek.
| Kwalifikacja                               | Miejsca | Zespół               |
| ------------------------------------------ | ------- | -------------------- |
| Igrzyska Ameryki Południowej 2022          | 1       | - Paragwaj           |
| Igrzyska Ameryki Środkowej i Karaibów 2023 | 2       | - Meksyk - Kostaryka |
| Dwumecz USA–Kanada                         | 1       | - Kanada             |

| 3 sierpnia 202320:30 | Paragwaj | 29:31 | Kanada | Luque |
| 3 sierpnia 202320:30 |          | 29:31 |        | Luque |

| 4 sierpnia 202320:30 | Kanada | 26:26 | Meksyk | Luque |
| 4 sierpnia 202320:30 |        | 26:26 |        | Luque |

| 5 sierpnia 202320:30 | Paragwaj | 29:37 | Meksyk | Luque |
| 5 sierpnia 202320:30 |          | 29:37 |        | Luque |